# The Great New Wonderful
Pour plus de détails, voir Fiche technique et Distribution.
The Great New Wonderful est un film américain réalisé par Danny Leiner en 2005.

## Synopsis
The Great New Wonderful est une série de tableaux de péripéties qui ont lieu simultanément dans Manhattan. Seule l'époque lie les histoires, elle correspond à celle de Septembre 2002. Les thèmes récurrents sont l'échec et la frustration ainsi que les histoires d'amour.
Les tableaux sont : 
- Un comptable (Jim Gaffigan) qui fait des séances de thérapie dans le bureau d'un psychologue passif mais de caractère agressif (Tony Shalhoub).

- Deux immigrés indiens (Sharat Saxena et Naseeruddin Shah) chargés de la sécurité d'une personnalité en visite à Manhattan.

- Une ambitieuse chef pâtissière (Maggie Gyllenhaal) prépare un concours professionnel qu'elle espère remporter pour peut-être devenir la doyenne de la compétition de préparation de gâteaux de New York.

- Une femme au foyer originaire de Brooklyn (Olympia Dukakis) met son mari à dîner pendant qu'elle s'assoit à la table de sa cuisine et fait du collage à l'aide de vieux magazines tandis que son conjoint fume une cigarette sur le balcon.

- Allison et David Burbage (Judy Greer et Thomas McCarthy) luttent pour conserver leur mariage tout en faisant face à leur terrible fils de dix ans, avec qui il vaut mieux garder son sang-froid.

## Fiche technique
- Titre original : The Great New Wonderful
- Réalisation : Danny Leiner
- Scénario : Sam Catlin
- Production : Danny Leiner, Matt Tauber et Leslie Urdang
- Sociétés de production : Serenade Films et Sly Dog Films
- Société de distribution : First Independent Pictures
- Budget : 500 000 $ (375 850 €)
- Recette : 172 055 $ (129 643 €)[1]
- Musique : John Swihart (en)
- Photographie : Harlan Bosmajian
- Montage : Robert Frazen (en)
- Décors : Kate Foster
- Direction artistique : Tyler Q. Rosen
- Costumes : Alysia Raycraft
- Durée : 87 minutes
- Pays d'origine :  États-Unis
- Langue originale : anglais
- Genre : comédie, drame

## Distribution
- Olympia Dukakis : Judy Hillerman
- Jim Gaffigan : Sandie
- Judy Greer : Allison Burbage
- Maggie Gyllenhaal : Emme Keeler
- Thomas McCarthy : Davie Burbage
- Sharat Saxena : Satish
- Naseeruddin Shah : Avinash alias « Avi »
- Tony Shalhoub : Dr Trabulous
- Stephen Colbert : Principal Peersall
- Dick Latessa : Jerry Binder
- Will Arnett : Danny Keeler
- Seth Gilliam : Clayton
- Anita Gillette : Lainie
- Julie Dretzin : Julie Driscoll
- Edie Falco : Safarah Polsky
- Jim Parsons : Justin
- Martha Millan : Alexa
- Bill Donner : Charlie Burbage
- Rosemarie DeWitt : Debbie
- Kapil Bawa : Général Ganjee
- Ed Setrakian : Henry Hillerman